# ادیسه (فیلم ۲۰۱۶)
ادیسه (به انگلیسی: The Odyssey) فیلمی محصول سال ۲۰۱۶ و به کارگردانی ژروم سال است. در این فیلم بازیگرانی همچون لمبرت ویلسون، پیر نینی، اودره توتو، لوران لوکا ایفای نقش کرده‌اند.